# Station Blundellsands and Crosby
Blundellsands and Crosby is een spoorwegstation van National Rail in Blundellsands, Sefton in Engeland. Het station is eigendom van Network Rail en wordt beheerd door Merseyrail. 